# Demetrios Montanini
Demetrius Montanini (São Paulo, 18 de março de 1971) é um ex-futebolista brasileiro que atuava como atacante.
Atualmente, atua como agente FIFA.

## Carreira
Começou a carreira no Botafogo de Ribeirão Preto, de onde saiu para o Internacional em 1993, ocasião em que foi vice-campeão gaúcho.
Em 1994, chegou ao Santos e na sua estreia contra o Rio Branco de Americana, pelo Campeonato Paulista, marcou dois gols de cabeça (e teve um gol de bicicleta anulado pelo árbitro) na vitória santista em plena Vila Belmiro. Com Guga como titular, Demétrios teve oportunidade na Copa Bandeirantes e na Copa Dener, quando se sagrou campeão, anotando gol na final. Não manteve as boas performances do início e não se firmou na equipe, deixando o Peixe em 1995, um pouco antes da campanha do time que foi vice-campeão brasileiro. Fez ao total 46 jogos e marcou 14 gols oficiais pelo Santos.
Foi emprestado ao Remo, para disputar o quadrangular final da Segundona.
Na temporada 1997/98, se transferiu para Portugal para atuar pelo Campomaiorense. No clube, fez parte da equipe que chegou à final da Taça de Portugal de 1998–99. Na mesma temporada, recebeu a chuteira de bronze do Campeonato Português de 98/99, como o terceiro maior goleador. Nas duas primeiras épocas em Portugal, marcou 24 gols em 54 partidas.
Pelo destaque, se transferiu ao Boavista, onde foi Campeão Português na temporada 2000–01.
Em Portugal, atuou ainda pelo Moreirense, onde é o maior artilheiro do clube na primeira divisão, com 20 gols no total.

### Títulos
Santos
- Copa Dener: 1994

Remo
- Campeonato Paraense: 1995

Boavista
- Primeira Liga: 2000–01